# Œbale
Dans la mythologie grecque, Œbale (en grec ancien Οἴβαλος / Oíbalos) est un roi de Sparte, fils de Cynortas, et deuxième mari de Gorgophoné, qui le rendit père de Tyndare, Icarios et Hippocoon. Selon le Pseudo-Apollodore, ce fut avec la naïade Batia. Œbale est souvent confondu avec le premier mari de Gorgophoné, Périérès.